# Славутич (футбольный клуб)
«Славутич» — бывший футбольный клуб из Славутича, Киевская область.

## История
В сезоне 1994/95 команда третьей лиги «Трансимпекс» после первого круга объединилась с белоцерковской «Росью» и продолжила выступления в третьей лиге как фарм-клуб под названием «Трансимпекс-Рось-2» и ещё переехала в Терезино Белоцерковского района Киевской области. Однако и эта команда не смогла завершить чемпионат. После нескольких неявок возникла угроза исключения из числа участников соревнований. Выручил «Восход», которому «Трансимпекс-Рось-2» уступила своё место в розыгрыше за 4 тура до его завершения. Таким образом результаты выступлений обеих этих команд-предшественников были зачислены «Восходу». Это уникальный случай в украинском футболе.
В сезоне 1996/97 клуб сменил название на «Нерафа», а в следующем сезоне 9 октября 1997 года команда отказалась от участия в кубке, снова сменила название на «Славутич-ЧАЭС» и в итоге снялась с чемпионата (перед началом следующего сезона), заняв восьмое место. В настоящее время «Славутич» выступает в чемпионате Черниговской области.